# Andreas Patrzek
Andreas Patrzek (* 9. Dezember 1957 in Benediktbeuern) ist ein deutscher Diplom-Psychologe, Betriebswirt (VWA) und vorwiegend als Autor, Kommunikationsberater, -trainer und -coach tätig.

## Leben
Nach dem Abitur absolvierte er eine Ausbildung zum Industriekaufmann bei Siemens. Berufsbegleitend studierte er an der Verwaltungs- und Wirtschaftsakademie München (VWA) Betriebswirtschaft. Von 1986 bis 1993 studierte er an der Ludwig-Maximilians-Universität München Psychologie mit den Schwerpunkten Organisations- und Marktpsychologie sowie Familienpsychologie. Er schloss mit einem Diplom ab. Der Titel der empirischen Diplomarbeit: „Das Einzel-Assessment-Center“.
Andreas Patrzek hat sich auf das Thema Fragetechnik spezialisiert und leitet sein Institut für Gesprächsführung und Fragetechnik (Questicon) in Bichl.
Seit 1995 hat er diverse Lehraufträge wahrgenommen u. a. an der TU-München und der VWA München und seit 2009 lehrt er an der Fachhochschule Wien Fragetechnik für Prüfer der Landesrechnungshöfe in Österreich. An der Akademie für Führungskräfte der Wirtschaft der Cognos AG ist Patrzek als Trainer bzw. Kursleiter tätig. Auch an der Akademie für systemische Führung in Ravensburg ist er als Seminaranbieter und Berater aktiv.
Er schreibt seit März 2014 regelmäßig in Focus Online zum Thema „Fragen sind nichts für Feiglinge“.

## Veröffentlichungen (Auswahl)
Bücher
- Fragekompetenz für Führungskräfte: Handbuch für wirksame Gespräche. 6. Auflage. Springer Gabler, 2015, ISBN 978-3-658-07681-8.
- Wer das Sagen hat, sollte reden können: Handbuch für die Kommunikation von Fach- und Führungskräften. Junfermann, 2008, ISBN 978-3-87387-698-9.
- Systemisches Fragen: Professionelle Fragetechnik für Führungskräfte, Berater und Coaches. 2. Auflage. Springer Gabler, 2017, ISBN 978-3-658-15851-4.
- mit Stefan Scholer: Systemisches Fragen in der kollegialen Beratung. Beltz, 2018, ISBN 978-3-88479-671-9.
- mit Stefan Scholer: Die Kraft des Fragens: Schlüsselkompetenz für Teams, Coaching und Führung. Beltz, 2022, ISBN 978-3407368126.

Fachbeiträge in Herausgeberwerken
- Cristopher Rauen (Hrsg.): Coaching-Tools II. managerSeminare Verlag, Bonn 2007, Kapitel Fragekompass. S. 103–109, Wertequadrat. S. 151–157.
- Chr. Obermann (Hrsg.): Trainingspraxis. Schaeffer Pöschel Verlag, Stuttgart 2009, Seminarbeschreibung: Einführung in die Grundlagen angewandter Fragekonpetenz.

Sonderveröffentlichungen von Behörden und Firmen
- Fragetechnik – Eine zentrale Herausforderung für den Rechnungshof. Hrsg.: Oberösterreichischen Landesrechnungshof Band V der Schriftenreihe des Oberösterreichischen Landesrechnungshofs.